# Jean François Carbonnel
Pour les articles homonymes, voir Carbonnel.
Jean François Carbonnel, né le 16 février 1744 à Paris, mort le 24 janvier 1812 au Havre (Seine-Maritime), est un colonel français de la Révolution et de l’Empire.

## États de service
Il entre en service le 6 mars 1757, comme surnuméraire dans la compagnie des gendarmes de la Garde du roi, et y reste jusqu’au 25 décembre 1760, date de son admission à l’école d’artillerie de La Fère comme aspirant. Reçu élève le 3 mars 1762, il quitte l’école le 8 février 1763, comme lieutenant en second, pour la brigade des Mazis.
Le 15 octobre 1765, il passe lieutenant en premier au régiment de Toul, et il reçoit une commission de capitaine le 1er octobre 1772. Capitaine en second de sapeurs le 3 juin 1779, puis capitaine en premier de bombardiers le 3 avril 1780, et enfin capitaine de canonniers le 31 juillet 1783, le roi Louis XVI le fait chevalier de Saint-Louis le 16 novembre 1788.
La Révolution aidant, il franchit rapidement les grades supérieurs, et il est nommé lieutenant-colonel le 1er avril 1791, au 7e régiment d’artillerie. Le 1er novembre 1792, il devient sous-directeur de l’arsenal de Douai, et il est promu chef de brigade et commandant d’artillerie à l’école de Douai le 5 août 1793. Pendant ces deux dernières années, il sert à l’armée du Nord, sous Rochambeau, Luckner, Dumouriez, Dampierre et Custine.
Il est suspendu de ses fonctions le 5 mars 1794, par le représentant du peuple Duquesnoy, en raison de ses origines nobles. Il est remis en activité le 13 septembre 1795 comme chef de brigade à la manufacture d'armes de Versailles, et le 14 septembre 1799, il est envoyé au Havre, comme directeur de l’artillerie. 
De l’an VII à l'an XII, il est chargé par les généraux Saint-Hilaire et Musnier, de la défense des côtes des départements de la Seine-inférieure et de la Somme. Pendant les ans VIII et IX, durant le siège du Havre, il se trouve aux batteries de la rade, toutes les fois qu’elles sont attaquées, et il se conduit avec la même bravoure à l’attaque de Dieppe le 14 septembre 1803. Il est fait chevalier de la Légion d’honneur le 11 décembre 1803, et officier de l’ordre le 14 juin 1804.
Directeur de l’artillerie de la 15e division militaire au Havre depuis le 15 septembre 1804, il meurt dans l’exercice de ses fonctions le 24 janvier 1812.

## Sources
- A. Lievyns, Jean Maurice Verdot, Pierre Bégat, Fastes de la Légion-d'honneur, biographie de tous les décorés accompagnée de l'histoire législative et réglementaire de l'ordre, Tome 3, Bureau de l’administration, 1844, 529 p. (lire en ligne), p. 53.
- « Cote LH/424/27 », base Léonore, ministère français de la Culture
- Léon Hennet, Etat militaire de France pour l’année 1793, Siège de la société, Paris, 1903, p. 115-120.
- Alex Mazas, Histoire de l'ordre royal et Militaire de Saint-Louis depuis son institution, jusqu'en 1830, Tome 3, Firmin Didot frère, Paris, 1860, p. 504.
- Alex Mazas, Histoire de l'ordre royal et Militaire de Saint-Louis depuis son institution, jusqu'en 1830, Tome 2, Firmin Didot frère, Paris, 1860, p. 428.